# Mossoró
Pour les articles homonymes, voir Mossoro.
Mossoró est une commune brésilienne de l'État du Rio Grande do Norte, située à 281 km de la capitale de l'état, Natal. Sa population était de 259 815 au recensement de 2010 et de 288 162 habitants en 2015 selon l'estimation de l'Institut Brésilien de Géographie et Statistique. Elle est la deuxième commune la plus peuplée du Rio Grande do Norte. La commune s'étend sur 2 099,333 km².
Les principaux secteurs de production sont ceux liés au pétrole, au sel marin, à la fruticulture irriguée.
La commune a été créée em 1852, para la séparation de Mossoró da la commune de Assu.

## Maires
| Période | Période | Identité                                 | Étiquette | Qualité |
| ------- | ------- | ---------------------------------------- | --------- | ------- |
| 2009    | 2012    | Maria de Fátima « Fafá » Rosado Nogueira | DEM       |         |

## Personnalités liées
- José Agripino Maia (né en 1945), gouverneur et sénateur de l'État du Rio Grande do Norte,
- Wilma de Faria (1945-2017), maire de Natal et gouverneure de l'état du Rio Grande do Norte
- Rosalba Ciarlini (1952), maire de la commune pendant 16 ans et gouverneure du Rio Grande do Norte de 2011 à 2015,
- Márcio Mossoró (né en 1983), footballeur professionnel.